# Município de Franklin (condado de Tuscarawas, Ohio)
Localização do Ohio nos E.U.A.
O município de Franklin (em inglês: Franklin Township) é um município localizado no condado de Tuscarawas no estado estadounidense de Ohio. No ano de 2010 tinha uma população de 4698 habitantes e uma densidade populacional de 77,69 pessoas por km².

## Geografia
O município de Franklin encontra-se localizado nas coordenadas 40° 35′ 57″ N, 81° 32′ 38″ O. Segundo a Departamento do Censo dos Estados Unidos, o município tem uma superfície total de 60.47 km², da qual 59.68 km² correspondem a terra firme e (1.31%) 0.79 km² é água.

## Demografia
Segundo o censo de 2010, tinha 4698 pessoas residindo no município de Franklin. A densidade populacional era de 77,69 hab./km².